# Foreste di conifere montane dei Carpazi
Le foreste di conifere montane dei Carpazi sono una ecoregione terrestre della ecozona paleartica appartenente al bioma delle foreste di conifere temperate (codice ecoregione: PA0513), che si sviluppa per circa 125.000 km² nell'Europa centro-orientale lungo la catena montuosa dei Carpazi.
L'ecoregione fa parte dell'ecoregione globale denominata Foreste miste montane dell'Europa mediterranea, inclusa nella lista Global 200.
Lo stato di conservazione è considerato vulnerabile.

## Territorio
L'ecoregione si sviluppa per circa 1.500 km di lunghezza, formando un arco a cavallo dei Carpazi largo tra i 100 e 200 km, che inizia presso il confine fra Repubblica Ceca, Slovacchia e Polonia e arriva fino alle gole delle Porte di Ferro, attraversando l'Ucraina occidentale e la Romania centrale.
Il clima della regione carpatica è moderatamente freddo e umido, con temperatura e precipitazioni fortemente correlate con l'elevazione. Le posizioni più calde sono ai piedi dei Carpazi in Romania, con una temperatura media annua superiore a 10 °C, mentre la zona più fredda si trova nelle aree elevate dei Monti Tatra, con temperatura media annuale di circa -2 °C.

## Flora
La vegetazione dei Carpazi è fortemente diversificata:
- Le zone collinari sono in gran parte coperte da boschi misti di latifoglie, dominati da farnia (Quercus robur), tiglio selvatico (Tilia cordata) e carpino (Carpinus betulus) nel nord, e da varie specie di quercia (Quercus petraea, Quercus cerris, Quercus pubescens, Quercus frainetto) nel sud.
- Le zone montane, tra 600 e 1.100 m nel nord e tra 650 e 1.450 m nel sud, sono dominate da due specie principali: faggio europeo (Fagus sylvatica) e abete bianco (Abies alba). Le faggete dominano la zona montana in alcune catene montuose dei Carpazi occidentali (Carpazi Bianchi, Piccoli Carpazi), Carpazi orientali (Monti Vihorlat, Monti Bukovec, Monti Bieszczady) e Carpazi meridionali.
- La zona subalpina (1.100-1.400 m al nord, 1.400-1.900 m nel sud) è costituita da foreste di abete rosso (Picea abies), con una piccola aggiunta di sorbo (Sorbus aucuparia). Al limite dei boschi nelle più alte catene dei Carpazi (Tatra, Czornohora, Marmures, Retezat) si trova il cembro (Pinus cembra), che sui Tatra forma foreste miste Pinus cembra - Larix simili a quelle nelle Alpi centrali.
- Sulla linea degli alberi (1.400 m nei Carpazi nord-occidentali e 1.900 m nel sud), è presente una zona costituita da una densa foresta di pino mugo (Pinus mugo), ginepro nano (Juniperus communis subsp. nana) e ontano verde (Alnus viridis).
- Sopra la linea degli alberi si trovano i prati alpini, ad eccezione delle cime più alte dei Monti Tatra, Parang, e Retezat, che sono prevalentemente rocciose o ricoperte di vegetazione alpina molto scarsa. Le montagne di Bieszczady nei Carpazi orientali non hanno la zona di abete rosso della foresta subalpina: qui, la vegetazione arborea di faggi nani (a circa 1.200 m) confina direttamente con i prati alpini.

## Fauna

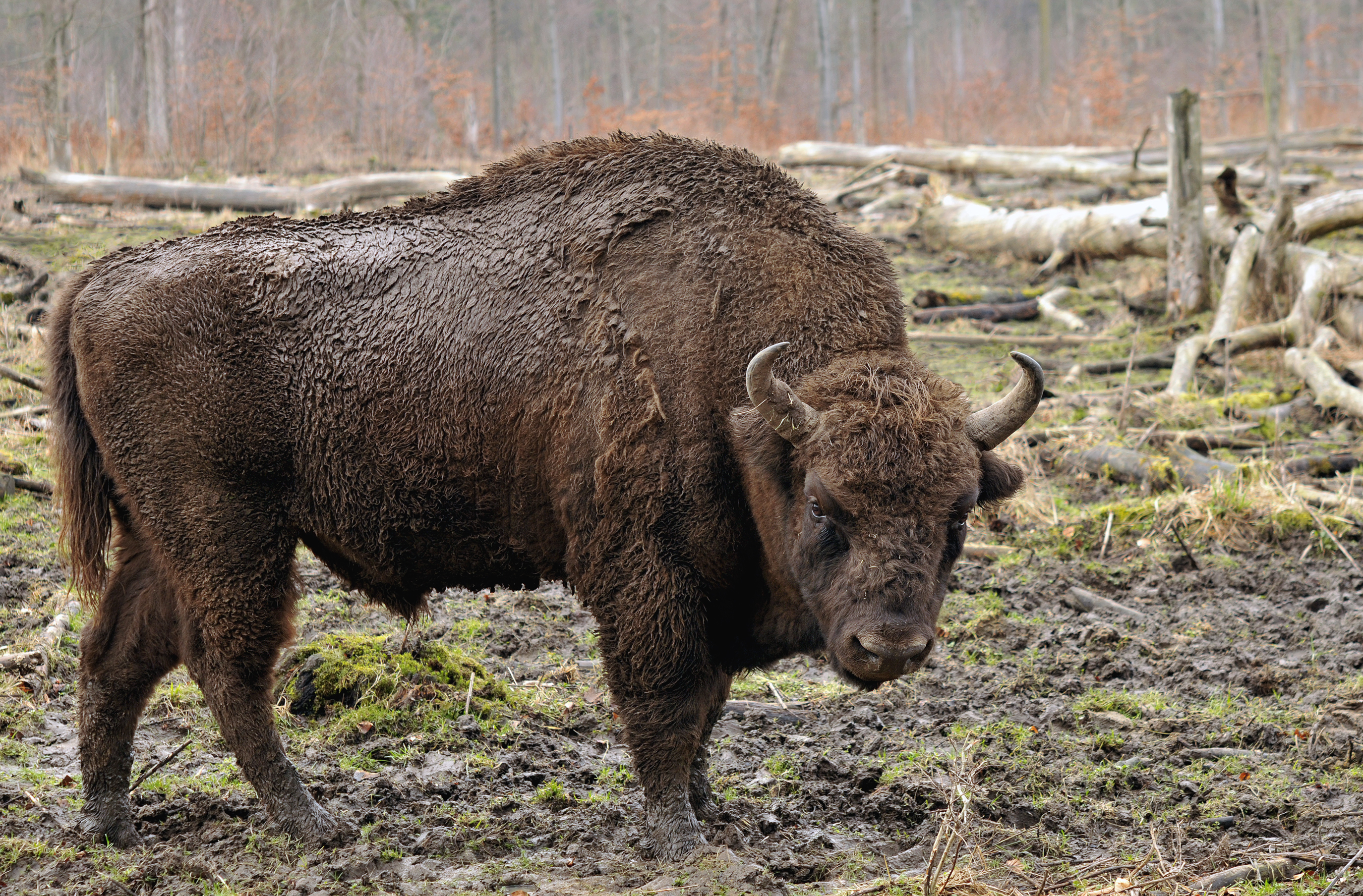
Un esemplare di bisonte europeo (Bison bonasus)

I Carpazi ospitano popolazioni consistenti di alcuni grandi predatori (carnivori e rapaci) e costituiscono l'unico rifugio di notevoli estensioni per queste specie in tutta l'Europa centrale e occidentale. Qui vivono alcune migliaia di orsi bruni (Ursus arctos), più di quattromila lupi (Canis lupus) e probabilmente più di un migliaio di linci (Lynx lynx). I Carpazi sono inoltre uno degli ultimi rifugi europei del gatto selvatico (Felis silvestris) e un sito di nidificazione dell'aquila reale (Aquila chrysaetos). Sono inoltre l'unica catena montuosa in Europa sulla quale vaga libera una popolazione di bisonte europeo (Bison bonasus).

## Popolazione
L'ecoregione dei Carpazi è caratterizzata da una densità di popolazione generalmente bassa, soprattutto nelle aree montane e subalpine più elevate, mentre le valli, i fondovalle e le zone collinari ospitano insediamenti umani di antica origine. Le comunità carpatiche sono da secoli formate da una molteplicità di gruppi etnici, tra cui romeni, ucraini, slovacchi, polacchi, ungheresi, ruteni, cechi e zingari, che convivono spesso in contesti rurali e mantengono tradizioni culturali, linguistiche e artigianali profondamente radicate.
Le principali attività economiche tradizionali comprendono l'agricoltura di sussistenza, l'allevamento (soprattutto ovino e bovino), la silvicoltura e lo sfruttamento sostenibile dei prodotti del bosco, tra cui legname, funghi, bacche e miele. In alcune aree, in particolare nei fondovalle e nei pressi delle grandi città come Brașov, Cluj-Napoca, Košice, Žilina e Lviv, la popolazione è più numerosa e le attività industriali, turistiche e di servizio hanno assunto un peso crescente.
Nel corso del XX secolo si è assistito a un progressivo spopolamento delle aree montane, favorito dall'urbanizzazione, dalla migrazione verso i centri urbani e dalla crisi delle attività agricole e pastorali tradizionali. Tuttavia, negli ultimi decenni si è verificata una parziale rivalutazione della vita nelle zone montane, favorita dal turismo rurale e naturalistico, dalla valorizzazione delle tradizioni locali e dalla creazione di parchi nazionali e aree protette.
Nonostante la presenza umana sia in parte responsabile delle pressioni sull'ecosistema carpatica – attraverso la deforestazione, il bracconaggio, l'inquinamento e la frammentazione degli habitat – molte comunità locali sono oggi coinvolte in progetti di conservazione e sviluppo sostenibile che mirano a preservare sia la biodiversità, sia il patrimonio culturale della regione.

## Conservazione
Tra i fattori che minacciano attualmente l'ecoregione vi sono: l'inquinamento atmosferico e idrico, gli abbattimenti degli alberi (specialmente con disboscamenti incontrollati), lo sviluppo di vaste stazioni sciistiche e centri turistici e le proposte per l'organizzazione di eventi sportivi di grande rilievo. Numerosi corsi d'acqua sono interrotti dagli impianti idroelettrici. I progetti per la costruzione di nuove autostrade minacciano in particolare la continuità dell'habitat. La biodiversità dei Carpazi è minacciata dalla comune pratica dei rimboschimenti con monocolture di peccio e dal rapido abbandono delle forme di agricoltura tradizionale. Molte specie oggetto di caccia sono state decimate e il bracconaggio costituisce tuttora un serio problema, specialmente in Ucraina.